# Маринеско Олександр Іванович
Олекса́ндр Іва́нович Марине́ско (2 (15) січня 1913, Одеса  — 25 листопада 1963, Ленінград) — радянський командир підводного човна С-13 Червонопрапорної бригади підводних човнів Червонопрапорного Балтійського флоту, капітан 3-го рангу, відомий за «Атакою сторіччя», коли був потоплений німецький пасажирський корабель «Вільгельм Ґустлофф» (з близько 9000 цивільними особами на борту, половина з яких були дітьми). Герой Радянського Союзу (посмертно, 1990 рік).

## Життєвий шлях

### Перед війною
Народився в Одесі в сім'ї румунського робітника Іона Алексовича Маринеску, мати — українка Тетяна Михайлівна Коваль.
У 1920–1926 роках навчався в одеській трудовій школі № 36 (нині школа № 105, вул. Пастера, 17), де закінчив 6 класів, після чого став учнем матроса. За старанність і терплячість був направлений в школу юнг, по закінченні якої ходив на суднах Чорноморського пароплавства матросом 1 класу. У 1930 році поступив в Одеський морехідний технікум і, закінчивши його в 1933 році, ходив третім і другим помічником капітана на пароплавах «Ілліч» і «Червоний флот».
У листопаді 1933 року за путівкою комсомолу (за іншими даними, через мобілізацію) був спрямований на спеціальні курси командирського складу Робітничо-Селянського Червоного флоту, після закінчення яких його призначили штурманом на підводний човен Щ-306 («Пікша») Балтійського флоту. У березні 1936 року в зв'язку з введенням персональних військових звань О. І. Маринеско отримав звання лейтенанта, в листопаді 1938 — старшого лейтенанта. Закінчивши курси перепідготовки при Червонопрапорному навчальному загоні підводного плавання імені С. М. Кірова, він служив помічником командира на Л-1, потім командиром підводного човна М-96, екіпаж якого за підсумками бойової та політичної підготовки 1940 року зайняв перше місце, а командир був нагороджений золотим годинником і підвищений у званні до капітан-лейтенанта.

### В роки війни
У перші дні Німецько-радянської війни підводний човен М-96 під командуванням Маринеско був перебазований в Палдіскі, потім у Таллінн, стояв на позиції в Ризькій затоці, зіткнень з противником не мав. У серпні 1941 року підводний човен планували перекинути на Каспійське море як навчальний, потім від цієї ідеї відмовилися. У жовтні 1941 року Маринеско виключили з кандидатів у члени ВКП(б) за пияцтво та організацію в дивізіоні ПЧ азартних картярських ігор (комісар дивізіону, що допустив подібне, отримав десять років таборів з відстрочкою виконання вироку і був направлений на фронт). 14 лютого 1942 підводний човен під час обстрілу було пошкоджено артилерійським снарядом, ремонт зайняв півроку. Лише 12 серпня 1942 М-96 вийшов у черговий бойовий похід. 14 серпня 1942 човен атакував німецьку важку плавучу батарею (нім. schwerer Artillerie-Träger) SAT-4 «Гелене» (400 брт). За рапортом командира Маринеско, в результаті атаки корабель пішов на дно. Але в 1946 році «потоплений» корабель був переданий Балтійському флоту. Повертаючись з позиції раніше терміну (закінчувалися паливо і патрони регенерації), Маринеско не попередив радянські дозори, а при спливанні не підняв військово-морського прапора, в результаті чого човен ледь не потопили радянські катери.
У листопаді 1942 року М-96 вийшов у Нарвську затоку для висадки групи розвідників для операції захоплення шифрувальної машини «Енігма» в штабі німецького полку. Але шифрувальної машини у ньому не виявилося. Тим не менш, дії командира на позиції оцінили високо і нагородили орденом Леніна. Наприкінці 1942 року О. І. Маринеско було присвоєно звання капітана 3-го рангу, його знову прийняли кандидатом у члени ВКП(б), але в хорошій в цілому бойовій характеристиці за 1942 рік командир дивізіону капітан 3-го рангу Сидоренко все ж зазначив, що його підлеглий «на березі схильний до частих випивок».
У квітні 1943 року О. І. Маринеско призначений командиром ПЧ С-13, на якому він прослужив до вересня 1945 року. У 1943 році С-13 в бойові походи не виходив, а командир потрапив у чергову «п'яну» історію. У похід підводний човен під його командуванням вийшов тільки в жовтні 1944 року. У першу ж добу походу, 9 жовтня, Маринеско виявив і атакував транспорт «Зігфрід» (553 брт). Атака чотирма торпедами з невеликої дистанції не вдалася, по транспорту довелося вести артилерійський вогонь з 45-мм і 100-мм гармат підводного човна. За спостереженням командира, в результаті влучань корабель (водотоннажність якого Маринеско в доповіді завищив до 5000 тонн) почав швидко занурюватися у воду. Насправді ж, пошкоджений німецький транспорт був пізніше відбуксований в Данциг і до весни 1945 року відновлений. За цей похід підводний човен С-13 отримав орден Червоного Прапора.
З 9 січня по 15 лютого 1945 О. І. Маринеско перебував у своєму п'ятому бойовому поході, протягом якого були потоплені два німецькі пасажирські лайнери — «Вільгельм Густлофф» і «Штойбен», що забрало життя близько 9 000 людей, майже половина з них були дітьми (ця трагедія за кількістю загиблих вважається найжахливішою в історії мореплавства). Перед цим походом командувач Балтійським флотом адмірал В. Ф. Трибуц вирішив передати Маринеско до суду військового трибуналу за самовільне залишення корабля у бойовій обстановці (в передноворічну ніч командир на дві доби покинув корабель, екіпаж якого за цей час «відзначився» з'ясуванням відносин із місцевим населенням), але виконання цього рішення затримав, давши можливість командиру та екіпажу спокутувати провину в бойовому поході. Таким чином, С-13 став єдиним «штрафним» підводним човном радянського флоту.
На рахунку Маринеско чотири потоплені транспорти загальною місткістю 42 557 брутто-реєстрових тонн. При цьому Маринеско був виключений з кандидатів у члени партії (в жовтні 1941 року); відданий під суд військового трибуналу (суд не відбувся завдяки потоплення «Вільгельма Густлоффа»); понижений у званні з капітана 3 рангу до старшого лейтенанта; вигнаний спочатку з підводного флоту, а потім і взагалі з ВМФ.

### Після війни
Після війни страждав на алкоголізм і був за крадіжку покараний на два роки позбавлення волі[джерело?]. В 1960 йому було повернено офіцерське звання та пенсія[джерело?].
Похований на Богословському кладовищі Санкт-Петербурга.

## Сім'я
Був одружений двічі. Діти та онуки старшої доньки (від першого шлюбу) живуть в Одесі, молодшої доньки (від другого шлюбу) у Санкт-Петербурзі.

## Вшанування пам'яті
- 5 травня 1990 року, майже через 27 років після смерті, О. І. Маринеско був удостоєний звання Героя Радянського Союзу, а в місті Калінінграді йому встановлено пам'ятник.

- Іменем Маринеско назване Одеське морехідне училище.

- у 2005 Російська авіакомпанія-оператор «КД авиа» (скор. від «Калининградавиа», у 2009 компанія збанкрутувала) назвала один із взятих на Заході в лізинг літаків Boeing 737 — «Александр Маринеско» (EI-DJR)